# První obléhání Vídně
První obléhání Vídně roku 1529 byl první pokus Osmanské říše dobýt Vídeň. Dobytí města mělo být ukázkou síly sultána Sulejmana a pokus o zlomení moci Habsburků v Evropě. Sultánovi se to souhrou několika okolností nepodařilo a musel se stáhnout. Sulejmanova porážka zastavila na několik let pokusy Osmanů rozšířit své území do střední Evropy.

## Předehra
Od roku 1520 vládl Osmanské říši sultán Sulejman I., který zahájil rozšiřování osmanských držav. Vedl tažení jak proti svým muslimským sousedům, tak i proti křesťanským zemím na Balkáně. Roku 1522 dobyl ostrov Rhodos, odkud nechal odejít johanity. Stejného roku vytáhl proti Srbsku a dobyl Bělehrad.
Dobyvačné tažení pokračovalo do Uher, kde roku 1526 u Moháče drtivě porazil vojska českého a uherského krále Ludvíka Jagellonského. Poté dobyl zbytek Uher a vytáhl na Vídeň.

## Průběh obléhání

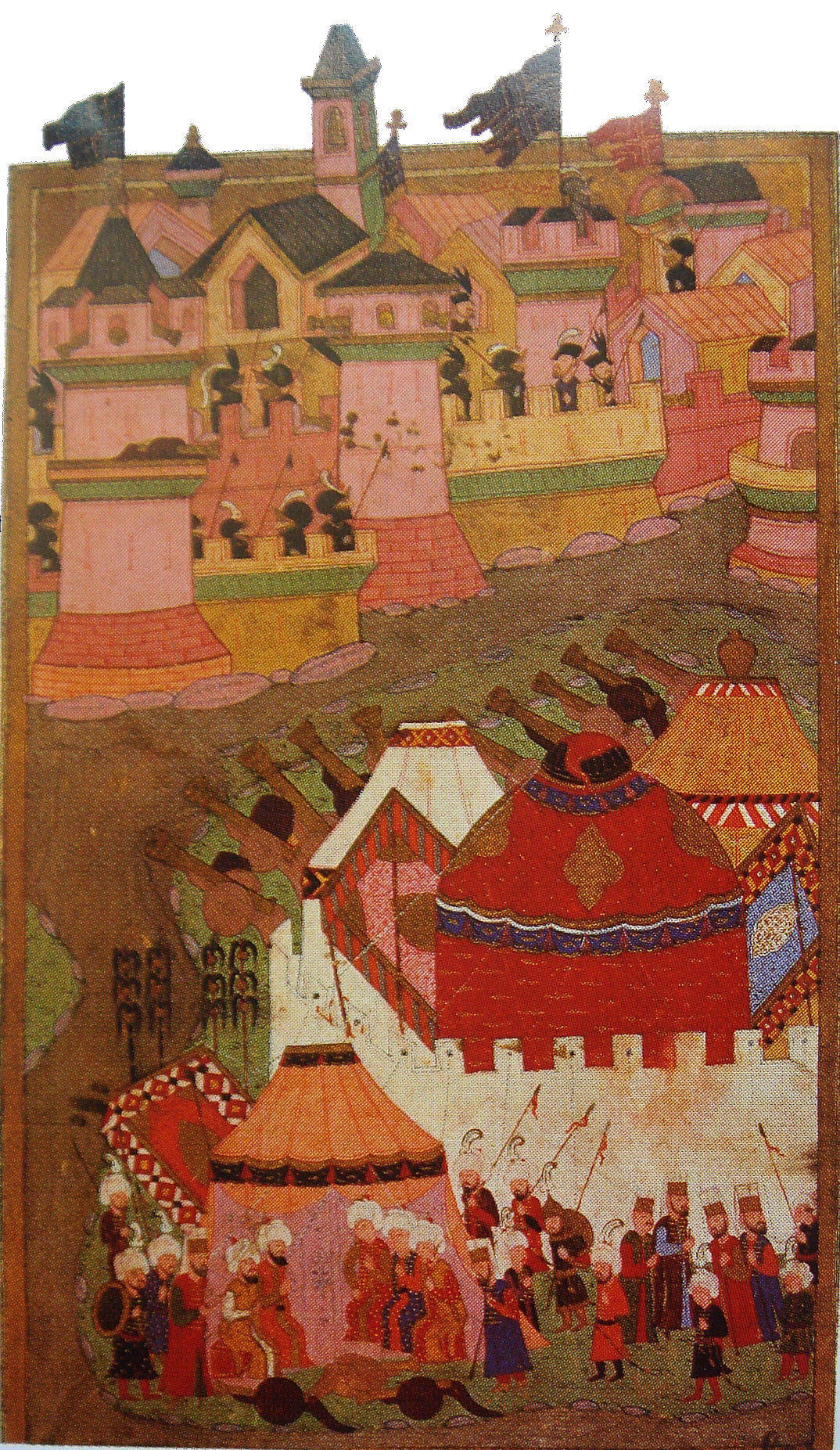
Osmanské vyobrazení obléhání Vídně ze 16. století, muzeum umění v Istanbulu

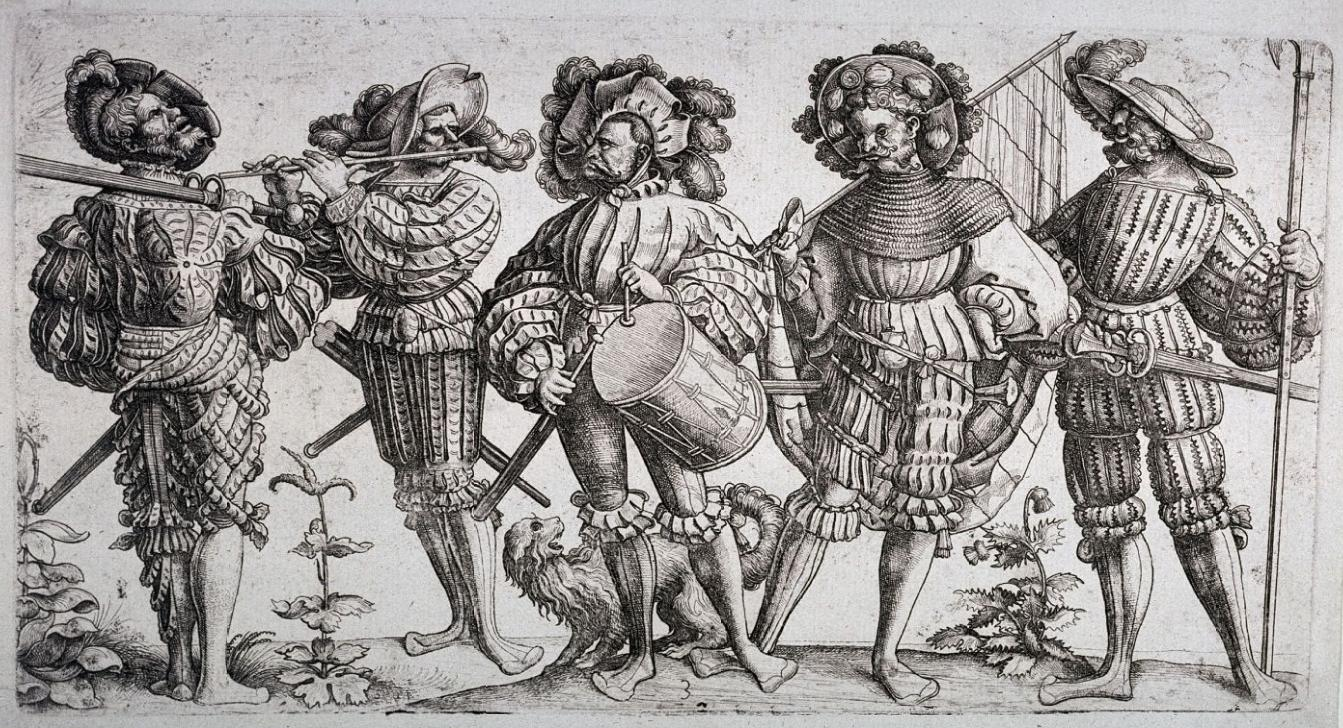
Němečtí Lancknechti, známá žoldnéřská pěchota pozdního středověku proslulá dlouhými halapartnami a obouručními meči

Osmanští Turci vyrazili k Vídni 10. dubna 1529. Vojákům a velbloudům nesvědčilo vlhké evropské počasí. Během jejich dlouhé cesty přes Balkán se navíc kvůli vydatným dešťům rozvodnily řeky. Turci tak ztratili množství děl a střeliva. Navíc rozbahněné cesty ztěžovaly jejich postup. Osmanské vojsko dorazilo k Vídni koncem září ve špatném stavu.
Velkovezír Ibrahim Paša poslal do města tři dobře oblečené zajatce vyjednávat o vydání města. Jako odpověď mu Mikuláš Salm poslal tři dobře oblečené muslimy.
Během obléhání se tureckým dělostřelcům nedařilo výrazně poškodit opevnění. Snahy o prokopání se do města nebo podminování městských bašt byly mařeny výpady obránců. Při jednom z nich prý byl málem zajat i sám Ibrahim Paša. Po zničení několika podminovaných tunelů uskutečnili obránci Vídně velký výpad o síle 8000 mužů a zničili mnoho tureckých tunelů, i když utrpěli těžké ztráty při ústupu zpět do města.
11. října přišel silný liják a plány na podkopání města vzaly za své. Turkům se navíc nedostávalo zásob, včetně potravin, přibývalo ztrát a zběhů. Také janičáři začali vyjadřovat nespokojenost. 12. října Ibrahim Paša svolal poradu. Bylo rozhodnuto o posledním velkém útoku a vojákům byla slíbena odměna při úspěchu. I tento útok byl karabiníky a kopiníky obránců odražen.
Náhlé neočekávané sněžení Turkům ztěžovalo ústup, při kterém ztratili mnoho vybavení a děl.